# Tour Engranaje de Cristal
Es la sexta gira que realizó el músico argentino Skay Beilinson. Comenzó el 21 de septiembre de 2016 y terminó el 27 de julio de 2019. Se desarrolló para presentar su disco El Engranaje de Cristal. Cabe destacar que la mayor cantidad de shows se dieron en Argentina, así como en Uruguay, Paraguay y Bolivia, en estos dos últimos países participó en dos ediciones extranjeras del popular festival Cosquín Rock. Se realizaron 45 shows. Cabe señalar también que en esta gira, la banda del Flaco sufrió dos cambios. Oscar Reyna y Topo Espíndola se fueron de la banda y sus lugares los ocuparon Leandro Sánchez en la batería y Richard Coleman en la guitarra rítmica. Durante lo que quedó de 2016 siguieron dando conciertos hasta seguir recorriendo el país y otros países limítrofes durante el año posterior. En 2018 siguieron dando shows hasta el alejamiento del segundo guitarrista, y en 2019 continuaron dando shows hasta el lanzamiento de su nuevo disco, que se titula En el Corazón del Laberinto.

## Lanzamiento del disco y gira

### 2016
El 21 de septiembre sale el sexto disco que se llama El Engranaje de Cristal. Contiene 10 temas, de los cuales varios fueron tocados en varios shows anteriores. El tema El equilibrista es un poema de Daniel Amiano. El 23 de septiembre comienza su gira con un concierto en Puerto Rock. El 7 de octubre toca en el Club Estudiantes de Santa Rosa, y el 9 de octubre hace lo propio en la filial de Bahía Blanca. El 22 de octubre vuelve a Uruguay para presentarse otra vez en la Sala del Museo. El 28 de octubre vuelve a la Argentina para dar un nuevo show en Kimika Night Lab. El 12 de noviembre vuelve al Microestadio Malvinas Argentinas nuevamente. Esto significó la presentación oficial del disco en Buenos Aires, en un concierto dado a estadio lleno. Despide el año el 17 de diciembre en Scombrock. Así se termina la primera parte de la gira.

### 2017

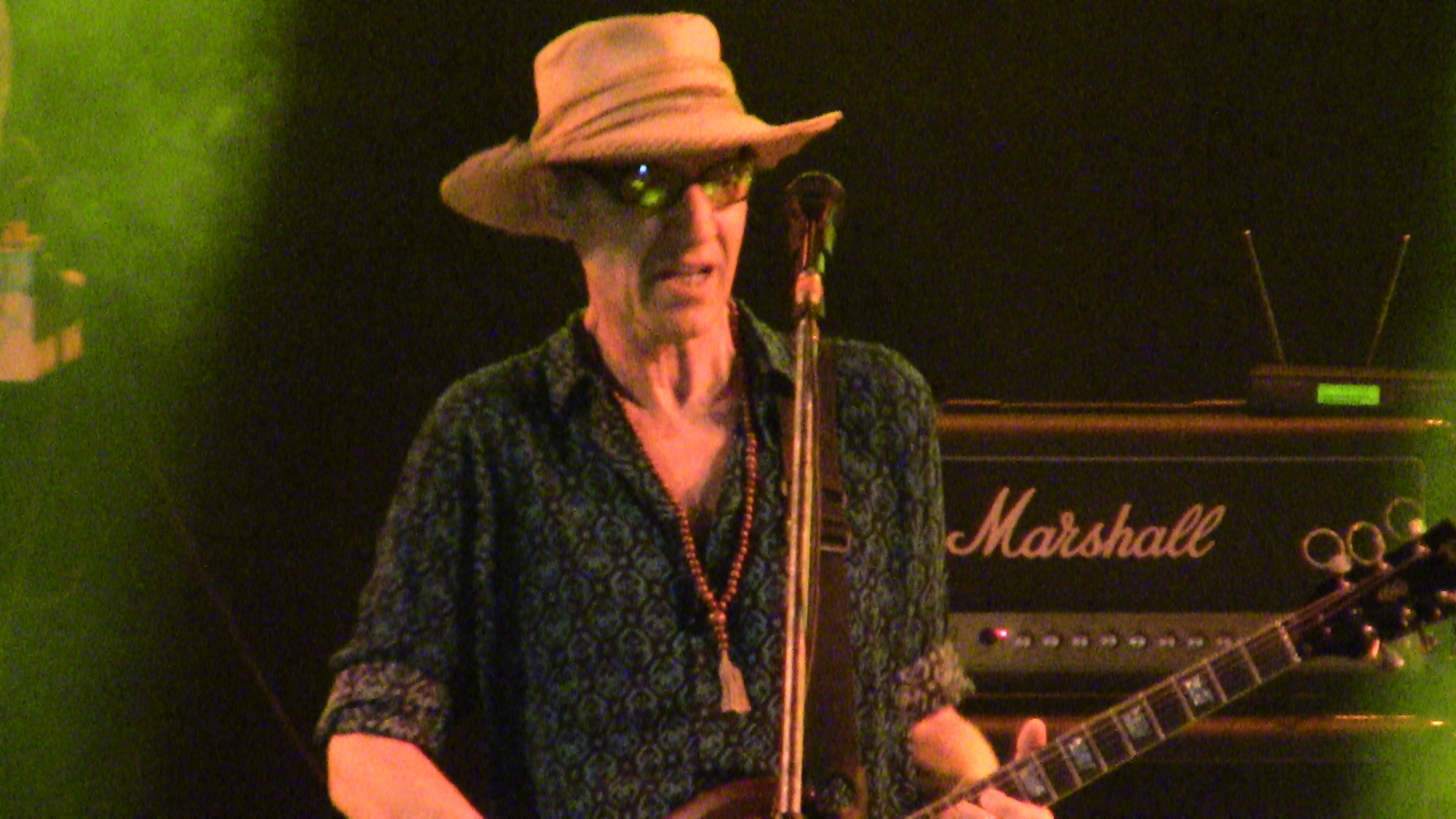
Eduardo "Skay" Beilinson, fundador de Patricio Rey y sus Redonditos de Ricota y fundador, vocalista y guitarrista principal de "Skay y los Fakires". Presentó su disco anterior en el Club Regatas.

Comienza un nuevo año tocando en una edición nueva del Festival Medio y Medio el día 15 de enero. El 26 de febrero toca en la edición 17 del Cosquín Rock junto a otras bandas. El 8 de abril da un concierto en Alma Multiespacio. El 22 de abril toca en el Gimnasio Municipal. El 6 de mayo vuelve al Club Regatas. El 13 de mayo toca en el Club Echagüe, y el 8 de julio en el Club Unión y Progreso. El 12 de agosto hace lo suyo en Krakovia. El 2 de septiembre hace lo suyo otra vez en Uruguay, en un concierto que tuvo lugar en Landia. El 9 de septiembre vuelve a la Argentina para presentarse otra vez en el Auditorio Sur. El 23 de septiembre toca en el Club Deportivo Vaqueros, y el 29 de septiembre toca otra vez en el Auditorio Sur. El 13 de octubre vuelve a Kimika Night Lab, y el 15 de octubre hace lo suyo en el Club Ingeniero Huergo. El 4 de noviembre toca por primera vez en Bolivia, participando así en la edición boliviana del popular festival argentino Cosquín Rock. Participó junto a Ciro y los Persas, Eruca Sativa, Los Caligaris y otros artistas locales y extranjeros. El 9 de diciembre regresa a la Argentina para presentarse en el Club Independiente. Así se termina el año y la segunda parte de la gira.

### 2018
Comienza un nuevo año participando de una nueva edición del Festival Medio y Medio, que desde sus inicios se desarrolla en el predio que lleva su nombre. El 10 de febrero participaron en la decimoctava edición del Cosquín Rock coincidió con No Te Va Gustar en Encarnacion (Paraguay), siendo este el último concierto del Topo Espíndola en la batería. En su reemplazo entra Leandro Sánchez, con quien tocaron en Low el 3 de marzo coincidiendo con No Te Va Gustar,La Triple Nelson y Agarrate Catalina en Ciudad de la Costa. El 31 de marzo tocaron en el Polideportivo Nº 2. El 29 de abril tocaron en el Salón Metropolitano. Los días 2 y 10 de junio regresaron otra vez al Auditorio Sur el primer show coincidió con No Te Va Gustar en Tandil. El 7 de julio tocaron en el Predio de la Corporación y el Comercio. El 11 de agosto dieron un concierto en Umma Disco, y el 8 de septiembre vuelven a Uruguay para dar un concierto en el Museo del Carnaval coincidió con No Te Va Gustar en Tortuguitas. El 14 de octubre vuelven otra vez al Club Unión y Progreso coincidió con No Te Va Gustar en Minas. El 27 de octubre toca en Island Corp coincidió con No Te Va Gustar y La Beriso en Durazno (Uruguay). El concierto marca el regreso del Flaco a la capital santafesina después de 11 años. La última vez que Skay Beilinson tocó en tierras santafesinas fue el 18 de agosto de 2007, cuando dio un recital en el estadio cubierto de Unión, en la presentación de su tercer disco titulado La marca de Caín (2007). El 17 de noviembre vuelve otra vez a Krakovia con su banda. El 24 de noviembre toca por primera vez en Paraguay para participar en una nueva edición extranjera del Cosquín Rock. El recital tuvo lugar en el Espacio Idesa, en donde tocaron con Las Pelotas y Ciro y los Persas, entre otros y coincidió con No Te Va Gustar en Buenos Aires. El 8 de diciembre, el Flaco toca con su banda en el Predio de la Flor. Este resulta ser el último concierto con Oscar Reyna como guitarrista secundario. Así se termina la tercera parte de la gira.

### 2019
Comienza un nuevo año tocando en la decimonovena edición del Cosquín Rock junto a diversos artistas. El recital marcó el debut de Richard Coleman como guitarrista secundario tras la salida de Oscar Reyna el 8 de diciembre de 2018. El 4 de marzo participa en una nueva edición del Festival Medio y Medio. El 16 de marzo tocó en el Club Social y Deportivo Madryn, de regreso a la Argentina. El 20 de abril tocó en el Club Juventud Unida, y el 25 de mayo hizo lo propio en el Metropolitano de Rosario. El 27 de julio tocó en el Club Argentino de Pergamino, donde se cerró la gira, para abrir con la gira En el Corazón del Laberinto el 24 de agosto en el Club Floresta de Tucumán y el 6 de octubre en la segunda edición del Cosquín Rock Uruguay junto a diversos artistas el último show de esta gira coincidió con No Te Va Gustar en Maldonado. En el cierre de la gira se estrenó El sueño de la calle Nueva York.

## Conciertos
| Fecha                    | Ciudad                  | País      | Recinto                             |
| ------------------------ | ----------------------- | --------- | ----------------------------------- |
| América del Sur          |                         |           |                                     |
| 23 de septiembre de 2016 | Bariloche               | Argentina | Puerto Rock                         |
| 7 de octubre de 2016     | Santa Rosa              | Argentina | Club Estudiantes                    |
| 9 de octubre de 2016     | Bahía Blanca            | Argentina | Club Estudiantes                    |
| 22 de octubre de 2016    | Montevideo              | Uruguay   | Sala del Museo                      |
| 28 de octubre de 2016    | Cipolletti              | Argentina | Kimika Night Lab                    |
| 12 de noviembre de 2016  | Buenos Aires            | Argentina | Microestadio Malvinas Argentinas    |
| 17 de diciembre de 2016  | José C. Paz             | Argentina | Scombrock                           |
| 15 de enero de 2017      | Punta Ballena           | Uruguay   | Medio y Medio                       |
| 26 de febrero de 2017    | Santa María de Punilla  | Argentina | Aeródromo                           |
| 8 de abril de 2017       | San Luis                | Argentina | Alma Multiespacio                   |
| 22 de abril de 2017      | Puerto Madryn           | Argentina | Gimnasio Municipal                  |
| 6 de mayo de 2017        | Corrientes              | Argentina | Club Regatas                        |
| 13 de mayo de 2017       | Paraná                  | Argentina | Club Echagüe                        |
| 8 de julio de 2017       | Tandil                  | Argentina | Club Unión y Progreso               |
| 12 de agosto de 2017     | Córdoba                 | Argentina | Krakovia                            |
| 20 de agosto de 2017     | Pergamino               | Argentina | Club Centenario                     |
| 2 de septiembre de 2017  | Montevideo              | Uruguay   | Landia                              |
| 9 de septiembre de 2017  | Temperley               | Argentina | Auditorio Sur                       |
| 23 de septiembre de 2017 | Vaqueros                | Argentina | Club Deportivo Vaqueros             |
| 29 de septiembre de 2017 | Temperley               | Argentina | Auditorio Sur                       |
| 13 de octubre de 2017    | Cipolletti              | Argentina | Kimika Night Lab                    |
| 15 de octubre de 2017    | Comodoro Rivadavia      | Argentina | Club Ingeniero Huergo               |
| 4 de noviembre de 2017   | Santa Cruz de la Sierra | Bolivia   | Doble Vía a la Guardia 5.º Anillo   |
| 9 de diciembre de 2017   | Bolívar                 | Argentina | Club Independiente                  |
| 14 de enero de 2018      | Punta Ballena           | Uruguay   | Medio y Medio                       |
| 10 de febrero de 2018    | Santa María de Punilla  | Argentina | Aeródromo                           |
| 3 de marzo de 2018       | Sunchales               | Argentina | Centro Cultural Low                 |
| 31 de marzo de 2018      | San Rafael              | Argentina | Polideportivo N.º 2                 |
| 29 de abril de 2018      | Rosario                 | Argentina | Salón Metropolitano                 |
| 2 de junio de 2018       | Temperley               | Argentina | Auditorio Sur                       |
| 10 de junio de 2018      | Temperley               | Argentina | Auditorio Sur                       |
| 7 de julio de 2018       | Bahía Blanca            | Argentina | Predio de la Corporación y Comercio |
| 11 de agosto de 2018     | Posadas                 | Argentina | Complejo Umma                       |
| 8 de septiembre de 2018  | Montevideo              | Uruguay   | Museo del Carnaval                  |
| 14 de octubre de 2018    | Tandil                  | Argentina | Club Unión y Progreso               |
| 27 de octubre de 2018    | Santa Fe                | Argentina | Island Corp                         |
| 17 de noviembre de 2018  | Córdoba                 | Argentina | Krakovia                            |
| 24 de noviembre de 2018  | Asunción                | Paraguay  | Espacio Idesa                       |
| 8 de diciembre de 2018   | Belén de Escobar        | Argentina | Predio de la Flor                   |
| 9 de febrero de 2019     | Santa María de Punilla  | Argentina | Aeródromo                           |
| 4 de marzo de 2019       | Punta Ballena           | Uruguay   | Medio y Medio                       |
| 16 de marzo de 2019      | Puerto Madryn           | Argentina | Club Social y Deportivo Madryn      |
| 20 de abril de 2019      | Gualeguaychú            | Argentina | Club Juventud Unida                 |
| 25 de mayo de 2019       | Rosario                 | Argentina | Salón Metropolitano                 |
| 27 de julio de 2019      | Pergamino               | Argentina | Campo de Deportes Club Argentino    |

## Formación durante la primera parte de la gira
- Skay Beilinson - Voz y guitarra eléctrica (2002-Actualidad)
- Oscar Reyna - Guitarra eléctrica secundaria (2002-2018)
- Claudio Quartero - Bajo (2002-Actualidad)
- Javier Lecumberry - Teclados (2002-Actualidad)
- Topo Espíndola - Batería (2005-2018)

## Formación durante la segunda parte de la gira
- Skay Beilinson - Voz y guitarra eléctrica (2002-Actualidad)
- Richard Coleman - Guitarra eléctrica secundaria (2019-Actualidad)
- Claudio Quartero - Bajo (2002-Actualidad)
- Javier Lecumberry - Teclados (2002-Actualidad)
- Leandro Sánchez - Batería (2018-Actualidad)